# Liste der Naturdenkmale in Radeberg

Wappen von Radeberg

In der Liste der Naturdenkmale in Radeberg werden die Naturdenkmale und Flächennaturdenkmale in der sächsischen Stadt Radeberg und ihren Ortsteilen Großerkmannsdorf, Liegau-Augustusbad und Ullersdorf aufgeführt.
Die Angaben der Liste basieren auf Daten des Staatsbetriebs Geobasisinformation und Vermessung Sachsen. Mit Stand Oktober 2017 sind in den Ortsteilen Großerkmannsdorf und Liegau-Augustusbad keine Naturdenkmale verzeichnet.

## Definition
„Naturdenkmäler sind rechtsverbindlich festgesetzte Einzelschöpfungen der Natur oder entsprechende Flächen bis zu fünf Hektar, deren besonderer Schutz erforderlich ist
1. aus wissenschaftlichen, naturgeschichtlichen oder landeskundlichen Gründen oder
2. wegen ihrer Seltenheit, Eigenart oder Schönheit.“

„§ 18 – Naturdenkmäler – (zu § 28 BNatSchG)
(1) Die Erklärung nach § 22 Abs. 1 BNatSchG von Teilen von Natur und Landschaft als Naturdenkmal erfolgt durch Rechtsverordnung oder Einzelanordnung.
(2) Über § 28 Abs. 1 BNatSchG hinaus können Naturdenkmäler zur Sicherung von Lebensgemeinschaften oder Lebensstätten von im Bestand gefährdeten oder streng geschützten Arten festgesetzt werden.“

## Liste
Diese Auflistung unterscheidet zwischen Flächennaturdenkmalen (FND) mit einer Fläche bis zu 5 ha (bei Verordnung nach DDR-Recht auch mehr) und Einzel-Naturdenkmalen (ND).
Link zu einem Kartenansichtstool, um Koordinaten zu setzen.
| Bild            | Bezeichnung                                        | Lage                                                                             | Beschreibung | Datum | Nummer |
| --------------- | -------------------------------------------------- | -------------------------------------------------------------------------------- | --- | ----- | ------ |
| Fotos hochladen | Wiese Hüttertal                                    | Heinrichsthal an der Straße nach Großröhrsdorf (51° 7′ 14,5″ N, 13° 56′ 24,7″ O) | FND. Botanisch bedeutsame Wiese an der Großen Röder im Hüttertal in der Nähe der Bogenschießanlage, Fläche etwa 0,5 Hektar |       |        |
| Fotos hochladen | Hänge-Buche im Park der Heinrichsthaler Milchwerke | Radeberg (51° 7′ 34,5″ N, 13° 56′ 31,7″ O)                                       | ND |       | 183    |
| Fotos hochladen | Eiche an der Heinrich-Gläser-Straße                | Radeberg (51° 6′ 38,8″ N, 13° 54′ 27,3″ O)                                       | ND |       | 184    |
| Fotos hochladen | Linden im ehemaligen Wirtshausgarten               | Heinrichsthal an der Straße nach Großröhrsdorf (51° 7′ 33,4″ N, 13° 56′ 34,4″ O) | ND |       | 186    |
| Fotos hochladen | Lindenreihe vor dem Gasthof                        | Ullersdorf (51° 4′ 53,3″ N, 13° 53′ 56,5″ O)                                     | ND |       | 136    |
| Fotos hochladen | Ullersdorfer Eibe                                  | Ullersdorf (51° 4′ 53,3″ N, 13° 53′ 56,6″ O)                                     | ND am ehemaligen Forstamt                                                                                                  |       |        |